# Рукино (Смоленская область)
Рукино   — деревня  в  Смоленской области России,  в Глинковском районе. Население – 32 жителя (2007 год)  .  Расположена в центральной части области  в 13 км к юго-западу от села Глинка,  в 3 км севернее  автодороги Р96 Новоалександровский(А101)- Спас-Деменск — Ельня — Починок.   В  16 км севернее деревни железнодорожная станция Клоково на линии Смоленск  - Сухиничи. Входит в состав Болтутинского сельского поселения.  

## История
В годы Великой Отечественной войны деревня была оккупирована гитлеровскими войсками в июле 1941 года, освобождена в ходе Ельнинско-Дорогобужской операции в 1943 году. 